# Aristide Maillol

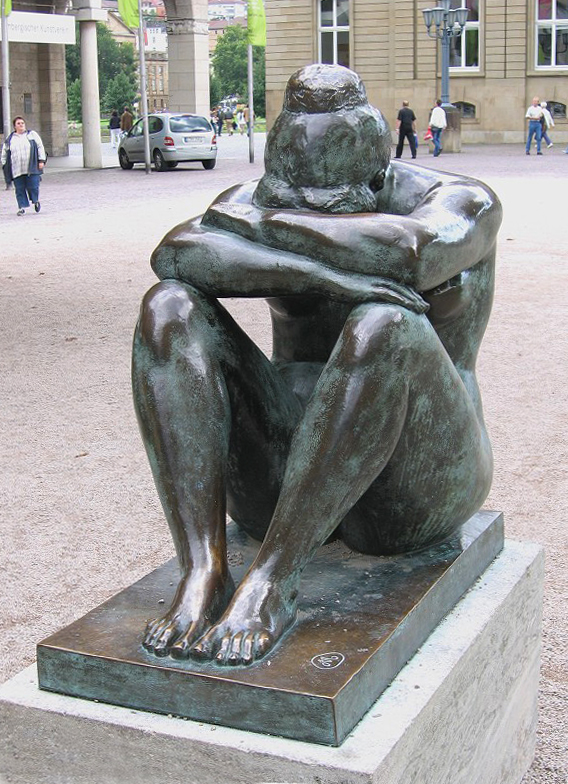
Escultura de Aristide Maillol, 1902

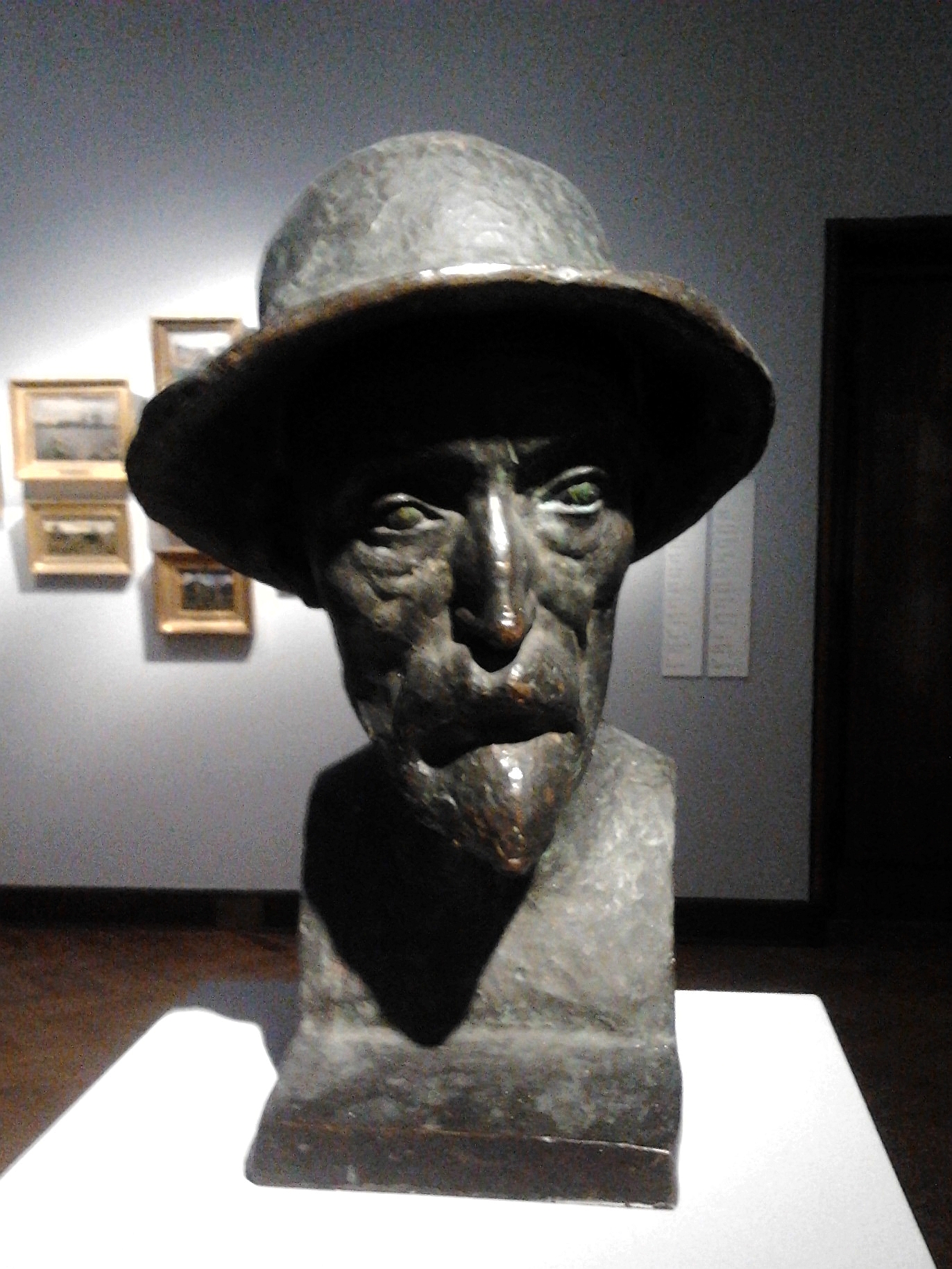
Busto de Pierre-Auguste Renoir, no Museu Nacional de Varsóvia ,autoria do escultor francês Aristide Maillol.

Aristide Maillol (1861-1944), foi um escultor e pintor francês.
Nasceu em Banyuls-sur-Mer, nos Pirenéus orientais. Estudou pintura em Perpignan e, graças a École des Beaux-Arts, em Paris, tendo como mestres Jean-Léon Gérôme e Cabanel. Esteve naquela escola de 1882 a 1886, quando abandonou a pintura pela tapeçaria e pela gravura em madeira.Sofreu a influência de Gauguin e de Maurice Denis. No começo do século XX, passou a dedicar-se exclusivamente à escultura. Uma viagem à Itália e à Grécia levou-o a uma reapreciação da escultura arcaica, afastando o seu estilo da influência, então poderosa, de Auguste Rodin. Morreu em desastre de automóvel nas vizinhanças de sua terra natal.

## Atividade
Maillol é primordialmente um escultor do nu feminino, isolado ou em grupo. Seu poderoso neoclassicismo é baseado no estudo constante do modelo vivo. Enquanto a obra de Rodin revela maior carga emocional,as esculturas de Maillol demonstram maior tranquilidade e maior preocupação com o equilíbrio das massas. Ressentem-se, por isso mesmo, de certo formalismo; mas não podem ser tachadas de acadêmicas ou de academicismo. Sua primeira e mais poderosa influência foi a de um antiacadêmico, Gauguin. As formas  de seus nus são sensualmente arredondadas, podendo, em certos casos, adquirir conotação ingênua.

### Obras
Em argila, mármore ou bronze, a obra de Maillol oferece grande unidade, apesar de sua extensão. Entre as suas principais esculturas estão: "Leda"(1900); "La Pensée"(1901; " O Pensamento"; Hôtel de Ville,Perpignan); "L'Action enchainée"(1906); "A Ação encadeada"); monumento a Auguste Blanqui,em Puget-Théniers; busto de A. Renoir(1907); "Monument Cézanne" (1911-1916; "Monumento a Cézanne", desde 1924 nos Jardins des Tuileries, em Paris ); "Vênus"(1924); "Vénus au collier" (1924-1933; "Vênus com colar"; "L'Air"(1940; "O Ar"); monumento a Mermoz, em Toulouse; "La Rivière" (1943); "O Rio"; Musée National d'Art Moderne, Paris ).